# Mike Keneally
Michael Joseph Keneally, mais conhecido por Mike Keneally (Long Island-NY, 20 de Dezembro de 1961) é um guitarrista, tecladista, pianista, percussionista, vocalista e compositor estadunidense. Ele é conhecido por seus trabalhos com Frank Zappa, Steve Vai, Joe Satriani e Dethklok.
A allmusic assim o define:

## Músicos de sua banda
- Mike Keneally - guitarra, teclados, vocais
- Bryan Beller - baixo, backing vocals
- Rick Musallam - guitarra, bouzouki, backing vocals
- Griff Peters - guitarras
- Joe Travers, Marco Minnemann, ou Nick D'Virgilio, conforme disponibilidade de datas - baterias

## Discografia

### Solo
- hat. - 1992
- Boil That Dust Speck - 1994
- The Tar Tapes Vol. 1 - 1997
- The Tar Tapes Vol. 2 - 1998
- Nonkertompf - 1999
- Nonkertalk - 1999
- Wooden Smoke - 2002
- Wooden Smoke Asleep - 2002
- Vai: Piano Reductions, Vol. 1 - 2004
- Wine and Pickles - 2008
- The Scambot Holiday Special (download) - 2008
- Scambot 1 - 2009
- Songs and Stories Inspired By Scambot 1 - 2009
- Wing Beat Fantastic: Songs written by Mike Keneally & Andy Partridge - 2012
- Wing Beat Elastic: Remixes, Demos & Unheard Music - 2013
- You Must Be This Tall - 2013

### Com "The Metropole Orkest"
- The Universe Will Provide - 2004
- Parallel Universe - 2004

### Com "Beer for Dolphins"
- Half Alive in Hollywood - 1997
- Sluggo! - 1998
- Dancing - 2000
- Dancing With Myself ... and Others - 2000

### Com "The Mike Keneally Band"
- Dog - 2004
- Pup - 2004
- Guitar Therapy Live - 2006
- bakin' @ the potato! (CD/DVD) - 2011
- Wing Beat Fantastic - 2012

### Com "The Mistakes"
- The Mistakes - 1995

### Com "Marco Minnemann"
- Evidence of Humanity - 2010
- Elements of a Manatee (download) - 2010

### Videos e DVDs
- Soap Scum Remover VHS - 1996
- Dog Special Edition DVD - 2004
- Guitar Therapy Live Special Edition DVD - 2006
- hat. Special Edition DVD - 2007
- Boil That Dust Speck Special Edition DVD - 2007

### Compilações com Mike Keneally
| Ano  | Álbum                                                                   | Música                                          |
| ---- | ----------------------------------------------------------------------- | ----------------------------------------------- |
| 1995 | Tales from yesterday : a view from the south side of the sky (Yes)      | Siberian Khatru' (under the name Stanley Snail) |
| 1997 | Giant Tracks: A Tribute to Gentle Giant                                 | No God's a Man                                  |
| 2002 | 156 Strings: Nineteen Totally Original Acoustic Guitarists              | Thou Shalt Not Kill                             |
| 2003 | A Fair Forgery of Pink Floyd                                            | Astronomy Domine                                |
| 2006 | After the Storm: A Benefit Album for the Survivors of Hurricane Katrina | Time Table                                      |
| 2013 | $100 Guitar Project                                                     | Hi Ma                                           |

### ComFrank Zappa
- Broadway The Hard Way - 1988
- The Best Band You Never Heard In Your Life - 1991
- Make A Jazz Noise Here - 1991
- You Can't Do That on Stage Anymore, Vol. 4 - 1991
- You Can't Do That on Stage Anymore, Vol. 6 - 1992
- Trance-Fusion - 2006

### Com outros artistas
| Ano  | Banda/Artista                           | Álbum                                                                                       |
| ---- | --------------------------------------- | ------------------------------------------------------------------------------------------- |
| 1986 | Burning Bridges                         | "Yayo" (Accretions flexi-disc)                                                              |
| 1987 | James Morton                            | "Let's Make Rhythm!"                                                                        |
| 1990 | Dweezil Zappa                           | "Confessions"                                                                               |
| 1991 | Buddy Blue                              | "Guttersnipes and Zealots"                                                                  |
| 1991 | Solomon Burke                           | "Homeland"                                                                                  |
| 1991 | Mark DeCerbo                            | "Baby's Not In The Mood"                                                                    |
| 1991 | Screamin' Jay Hawkins                   | "Black Music For White People"                                                              |
| 1991 | James Morton                            | "Rock Studies For Drum Set"                                                                 |
| 1991 | Andy Prieboy                            | "Montezuma Was A Man Of Faith" (EP)                                                         |
| 1991 | Andy Prieboy                            | "Blood and Concrete" (Original Soundtrack)                                                  |
| 1991 | Earl Thomas                             | "Blue Not Blues"                                                                            |
| 1991 | Zappa's Universe                        | "Zappa's Universe"                                                                          |
| 1993 | Marc Bonilla                            | "American Matador"                                                                          |
| 1993 | Screamin' Jay Hawkins                   | "Stone Crazy"                                                                               |
| 1993 | Negativland                             | "Negativconcertland" (Bootleg CD)                                                           |
| 1993 | Z                                       | "Shampoohorn"                                                                               |
| 1994 | Screamin' Jay Hawkins                   | "Somethin' Funny Goin' On"                                                                  |
| 1994 | Jip                                     | "Glee"                                                                                      |
| 1994 | Marcelo Radulovich                      | "Marcelo Radulovich"                                                                        |
| 1994 | Earl Thomas                             | "Extra Soul"                                                                                |
| 1994 | Robert Vaughn and the Dead River Angels | "Robert Vaughn and the Dead River Angels"                                                   |
| 1995 | Kevin Gilbert                           | "Supper's Ready" (Magna Carta Genesis tribute album compilation)                            |
| 1995 | Matthew Lien                            | "Bleeding Wolves"                                                                           |
| 1995 | Stanley Snail                           | "Tales From Yesterday" (Magna Carta Yes tribute album compilation)                          |
| 1995 | Ultra 7                                 | "Trummerflora" (Accretions compilation)                                                     |
| 1995 | Z                                       | "Music For Pets"                                                                            |
| 1996 | The Hooligans                           | "Last Call"                                                                                 |
| 1997 | Mark Craney & Friends                   | "Something With a Pulse"                                                                    |
| 1997 | Faux Pas                                | "This One's For the Children"                                                               |
| 1997 | The Ed Palermo Big Band                 | "The Ed Palermo Big Band Plays the Music of Frank Zappa"                                    |
| 1997 | Steve Vai                               | "G3: Live in Concert"                                                                       |
| 1997 | Steve Vai                               | "Merry Axemas: A Guitar Christmas"                                                          |
| 1998 | Chris Opperman                          | "Oppy Music, Vol. 1: Purple, Crayon."                                                       |
| 1998 | Ultra 7                                 | "Trummerflora 2" (Accretions compilation)                                                   |
| 1998 | Steve Vai                               | "Flexable Leftovers"                                                                        |
| 1999 | Mullmuzzler                             | "Keep It To Yourself"                                                                       |
| 1999 | Mullmuzzler                             | "Six Pack: Multi-Artist Radio Sampler"                                                      |
| 1999 | Marcelo Radulovich                      | "2 Brains"                                                                                  |
| 1999 | Neil Sadler                             | "theory of forms"                                                                           |
| 1999 | Kevin Gilbert, Stanley Snail            | "Tribute to the Titans" (A Sampler of Great Performances from Magna Carta's Tribute Series) |
| 1999 | Steve Vai                               | "The Ultra Zone"                                                                            |
| 2000 | Screamin' Jay Hawkins                   | "Best of the Bizarre Sessions: 1990-1994"                                                   |
| 2000 | Screamin' Jay Hawkins                   | "New Coat of Paint: Songs of Tom Waits"                                                     |
| 2000 | Nigey Lennon & John Tabacco             | "Reinventing the Wheel"                                                                     |
| 2000 | The Loud Family                         | "Attractive Nuisance"                                                                       |
| 2000 | Chris Opperman                          | "Klavierstücke"                                                                             |
| 2000 | The Persuasions                         | "Frankly A Cappella - The Persuasions Sing Zappa"                                           |
| 2000 | Steve Vai                               | "The Seventh Song - Enchanting Guitar Melodies - Archives Vol. 1"                           |
| 2000 | Dweezil Zappa                           | "Automatic"                                                                                 |
| 2001 | James LaBrie                            | "Mullmuzzler 2"                                                                             |
| 2001 | NDV (Nick D'Virgilio)                   | "Karma"                                                                                     |
| 2001 | Trummerflora Collective                 | "No Stars Please"                                                                           |
| 2001 | Steve Vai                               | "Alive in an Ultra World"                                                                   |
| 2001 | Lyle Workman                            | "Tabula Rasa"                                                                               |
| 2002 | Napoleon Murphy Brock                   | "Balls"                                                                                     |
| 2002 | Steve Vai                               | "Elusive Light and Sound, Vol. 1"                                                           |
| 2002 | Andy West and Rama                      | "Rama 1"                                                                                    |
| 2003 | Bryan Beller                            | "View"                                                                                      |
| 2003 | Willie Oteri                            | "Spiral Out"                                                                                |
| 2003 | Steve Vai                               | "Mystery Tracks - Archives, Vol. 3"                                                         |
| 2003 | Steve Vai                               | "The Infinite Steve Vai: An Anthology"                                                      |
| 2004 | Ossi Duri                               | "X"                                                                                         |
| 2004 | Chris Opperman                          | "Concepts of Non-Linear Time"                                                               |
| 2004 | Henry Kaiser & Wadada Leo Smith         | "Yo Miles! Sky Garden"                                                                      |
| 2004 | Chain                                   | "chain.exe"                                                                                 |
| 2005 | Anthony Curtis                          | "Book of the Key"                                                                           |
| 2005 | Henry Kaiser & Wadada Leo Smith         | "Yo Miles! Upriver"                                                                         |
| 2005 | Chris Opperman                          | "Beyond the Foggy Highway" (Live 2002 - 2004)                                               |
| 2005 | Mike Portnoy                            | "Prime Cuts"                                                                                |
| 2005 | Ulver                                   | Blood Inside                                                                                |
| 2005 | Andy West and Rama                      | "Drum Nation, Vol. 2"                                                                       |
| 2007 | Various Artists                         | "Healing Force: The Songs of Albert Ayler"                                                  |
| 2007 | Anthony Setola                          | "Interstellar Appeal"                                                                       |
| 2008 | Bryan Beller                            | "Thanks In Advance"                                                                         |
| 2010 | Joe Satriani                            | "Black Swans and Wormhole Wizards"                                                          |
| 2011 | Todd Grubbs                             | "Return of the Worm"                                                                        |
| 2011 | Bryan Beller                            | "Wednesday Night Live"                                                                      |
| 2012 | Joe Satriani                            | "Satchurated: Live in Montreal"                                                             |
| 2012 | Bear McCreary                           | "Battlestar Galactica: Blood & Chrome Soundtrack"                                           |
| 2013 | Joe Satriani                            | "Unstoppable Momentum"                                                                      |
| 2013 | Dethklok                                | "The Doomstar Requiem"                                                                      |